# Сантерно (река)
Санте́рно (итал. Santerno; лат. Vatrenus) — река в северной Италии, правый приток Рено, протекает по территории Тосканы и Эмилии-Романьи.
Длина реки — 99 км, площадь водосборного бассейна — 442 км². Истоки реки находятся в Тоскано-Эмилианских Апеннинах около перевала Фута на территории Тосканы, далее река по региону Эмилия-Романья протекает в северо-восточном направлении, впадая в Рено к юго-востоку от Арджента.
Крупнейший город на реке — знаменитая Имола на месте Виа-Эмилия. Ранее река была известна катастрофическими наводнениями, но в 1880-е гг были применены защитные меры и несколько изменено русло реки.
В античные времена река была известна и как Vatrenus. Также река упоминается в «Божественной комедии» Данте. Недалеко от берега реки построен автодром Энцо и Дино Феррари, на котором, в частности, проводится «Гран-при Сан-Марино» класса «Формула-1».